# Boulevard Jean-Monnet
Le boulevard Jean-Monnet est une voie de Nantes.

## Situation et accès
Situé sur l'ancienne île Gloriette, dans le quartier Centre-ville, le boulevard relie la place Alexis-Ricordeau à la place Aimé-Delrue, doublant la chaussée de la Madeleine.

## Origine du nom
Cette artère rend hommage à Jean Monnet, l'un des pères-fondateurs de l'Union européenne.

## Historique
L'aménagement du boulevard est récente puisqu'elle date de la fin années 1980. Avant cette date, le terrain était occupé par le site de l'ancien Hôtel-Dieu construit par Joseph-Fleury Chenantais, détruit par les bombardements des 16 et 23 septembre 1943, ainsi que par autres immeubles. La reconstruction d'un nouveau centre hospitalier disposé un peu plus à l'ouest que son prédécesseur, confié à Michel Roux-Spitz et à Yves Liberge, son collaborateur, permet d'envisager l'aménagement d'une artère destinée à doubler la chaussée de la Madeleine.
Il prend son nom actuel par délibération du conseil municipal du 24 octobre 1988.
Dans les années qui suivent, le côté ouest est peu à peu occupé par les constructions du C.H.U. de Nantes, comme l'extension de l'hôpital mère-enfant.
Au nord, en 1999, le tracé est modifié après la disparition du square Chassaignac et l'aménagement d'un double carrefour giratoire.
Sur le côté est prend place le square de l'Appel-du-18-juin-1940, jouxtant le « restaurant universitaire Ricordeau » et des parkings, auxquels vient s'ajouter la ligne 2 du tramway en 1992, suivi de la ligne 3 en 2000.